# Michail Grinberg

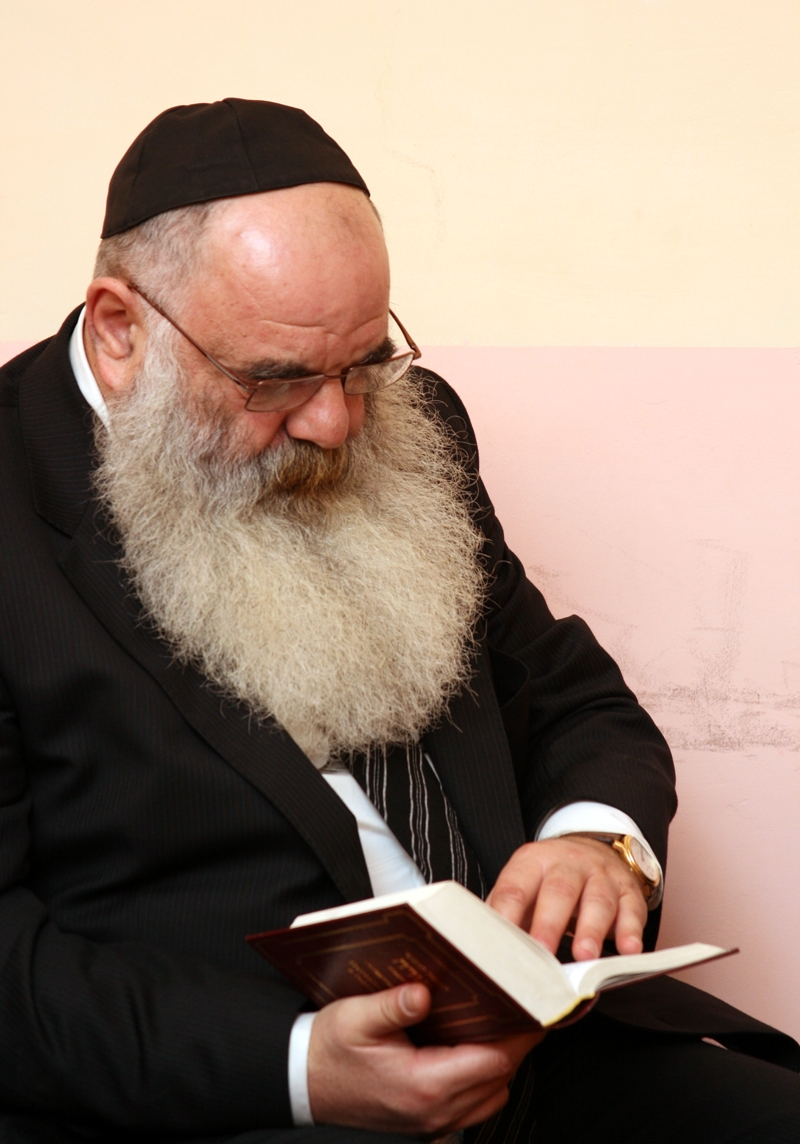
Michail Greenberg

Michail Grinberg (geb. 1951, russisch Михаил Львович Гринберг / Michail Lwowitsch Grinberg, wiss. Transliteration Michail L'vovič Grinberg, auch Mikhail Lvovich Greenberg, Pseudonym: Selenogorski) ist ein in Russland wirkender israelischer Historiker, Autor, Verleger und eine Persönlichkeit des Judentums russisch-jüdischer Herkunft.

## Biographie
Grinberg wurde in eine Militärfamilie geboren. Er studierte am Pädagogischen Institut Rjasan an der Fakultät für Geschichte. Er kam mit den Chabad-Führern und anderen chassidischen Gruppen bei Moskau im Jahr 1969 näher in Kontakt; in den 1980er Jahren nahm er eine führende Rolle in der religiösen Gemeinschaft ein. 1986 transportierte er die sterblichen Überreste von Rabbiner Mordechai Dubin (1889–1956), einem Anhänger von Joseph Isaac Schneersohn, dem sechsten Lubawitscher Rebbe, von Tula nach Riga. Er emigrierte 1988 nach Israel, wo er 1989 das Buchalbum Gräber von Zaddikim in Russland (Могилы цадиков в России) veröffentlichte. Er arbeitete im israelischen Verlagshaus Schamir. 1990 beteiligte er sich an der Wiederherstellung des kommunalen und kulturell-sozialen Lebens der Juden von Lemberg. 1992–1995 war er der erste Rektor der von ihm organisierten Hebräischen Universität Moskau. In den 1990er Jahren gründete er den Verlag Gescharim / Brücken der Kultur, der Literatur über das Judentum und andere Werke auf Russisch in Jerusalem und Moskau publiziert. Von der Föderation Jüdischer Gemeinden in Russland wurde er als "Mann des Jahres / Человек года " (2004) ausgezeichnet. 2012 erhielt er die Puschkin-Medaille. Er ist Herausgeber einer großen Anzahl von Büchern rund um den Themenkreis jüdische Kultur. Sein Buch über den Erzbischof Andrei (Fürst Uchtomskij), 1991 herausgegeben, erschien 2010 in einer ergänzten Auflage. Er gab unter anderem auch illustrierte Monographien über jüdische (Ferien-)Postkarten aus Osteuropa und Russland heraus.

## Publikationen (Auswahl)
- (Beitrag) Рябушинский В. П. Старообрядчество и русское религиозное чувство [Altgläubige und russische religiöse Gefühle] / Сост., вступ. очерк и комментарии В. В. Нехотина, В. Н. Анисимовой, М. Л. Гринберга. М., Изд. Мостыкультуры. 2010. 452 S.
- Гринберг, М.: Могилы цадиков в России. Jerusalem, 1989
- Krepostʹ nad bezdnoj / [Hrsg.: M. Grinberg]. Moskva: Mosty Kulʹtury - Ierusalim : Gešarim (über das Konzentrationslager Theresienstadt 1941–1945)
- Greenberg, Mikhail & Mordekhai [Eds.] / Levin, Evgeni [Texts]: The Circle of Jewish Life in Postcards. [Krug Evreiskoi Zhizni v Pochtovykh otkrytkakh / Evrejskoj Zhizni v Pochtovyh Otkrytkah]. Gesharim PublishingHouse, Jerusalem / Moskau, 2012
- Greenberg, Mikhail & Mordekhai; Perel, Anna [Eds.] / Levin, Evgeni [Texts]: Jewish Holidays in Postcards [Evreiskie Prazdniki v Pochtovykh Otkrytkakh]. Gesharim Publishing House ND, Jerusalem / Moscow